# Forest Enter Exit
Forest Enter Exit  је трећи албум немачког састава Дајне лакајен објављен 1993. године.

## Forest Enter Exit (1993)
- Contact
- Forest
- Mindmachine
- Resurrection Machine
- Nightmare
- Follow Me
- Brain Fic
- Don't wake me up
- The walk to the moon